# Seamus O'Regan
Pour les articles homonymes, voir O'Regan.
Seamus Thomas Harris O'Regan, né 18 janvier 1971 à Saint-Jean de Terre-Neuve, est un conseiller politique, journaliste et homme politique canadien. 
Il est actuellement député à la Chambre des communes du Canada, représentant la circonscription de St. John's-Sud—Mount Pearl (Terre-Neuve-et-Labrador) sous la bannière du Parti libéral du Canada depuis les élections fédérales de 2015.
Il est ministre des Anciens combattants du 28 août 2017 au 14 janvier 2019. Il est ministre des Ressources naturelles du 20 novembre 2019 au 26 octobre 2021. Ministre du Travail à partir du 26 octobre 2021, il devient ministre du Travail et des Aînés le 26 juillet 2023. Il conserve le poste jusqu'au 18 juillet 2024 où il annonce son retrait de la politique fédérale à la fin de son mandat.

## Biographie
Né 18 janvier 1971 à Saint-Jean de Terre-Neuve, Seamus O'Regan est d'ascendance irlandaise par son père, juge de la Cour suprême de Terre-Neuve-et-Labrador. Il grandit à Happy Valley-Goose Bay où il fait ses premières armes en journalisme, alors préadolescent, avec des reportages sur des personnalités locales pour « Anybody Home? » de CBC Radio.
Il étudie les sciences politiques à l'Université Saint-Francis-Xavier d'Antigonish (N.-É.) et à l'University College Dublin, en Irlande. Il suit ensuite des cours de stratégie marketing à l'INSEAD, une école de commerce internationale française, puis obtient étudie au Darwin College de Cambridge et obtient une maîtrise en philosophie de l'Université de Cambridge, en Angleterre.
En 1991, il travaille au cabinet de Jean Charest, alors ministre de l'environnement du Canada, au cabinet d'Edward Roberts, ministre de la Justice de Terre-Neuve-et-Labrador de  1992 à 1999, puis devient rédacteur de discours et conseiller principal de Brian Tobin, premier ministre de Terre-Neuve-et-Labrador (1996-2000).
Il se lance ensuite dans une carrière journalistique et co-anime durant dix ans l’émission « Canada AM » de CTV Television Network, ce qui lui vaut d'être nommé parmi les « 100 Young Canadians to Watch in the 21st century du journal » Maclean's en 1999. Il annonce son départ de l'émission en 2011 pour devenir correspondant de CTV National News. Il quitte le groupe l'année suivante et devient journaliste indépendant, il intervient également ponctuellement sur CFRB (Toronto) et reçoit le [Quoi ?] d’innovateur médiatique de renom de l'Université Ryerson en 2013. À la même période, il devient vice-président exécutif des communications pour le Groupe de Compagnies Stronach.
Il a également de nombreux engagements communautaires et est notamment ambassadeur du programme Bell Cause pour la cause, qui vise à éliminer la stigmatisation entourant les maladies mentales, et membre de nombreux conseils d'administration comme WWF Canada, Katimavik, Smiling Land ou The Rooms, archives et centre culturel de la province de Terre-Neuve-et-Labrador.
Rare député à être ouvertement homosexuel, il s'est marié en juin 2010 avec Steve Doussis, son compagnon de longue date.

### Carrière politique
Candidat aux élections fédérales de 2015 pour le Parti libéral du Canada dans St. John's-Sud—Mount Pearl, il reprend la circonscription au député néodémocrate Ryan Cleary, avec un large avantage (57 % des suffrages).
En janvier 2016, il annonce entrer dans un programme de désaddictologie afin de se sevrer de l'alcool.
Après avoir siégé au sein Comité permanent du Patrimoine canadien et de son sous-comité lié aux programmes et aux procédures, il est nommé ministre des Anciens combattants et ministre associé de la Défense nationale du 28 août 2017 au 14 janvier 2019. À partir de cette dernière date jusqu'au 20 novembre 2019, il est ministre des Services aux Autochtones.
Il est réélu aux élections fédérales de 2019.
Ministre fédéral des Ressources naturelles à compter du 20 novembre 2019, il soutient la construction de l’oléoduc Keystone XL, pourtant décrié pour son impact sur l’environnement. D'après le journal Reporterre, « régulièrement critiqué pour son parti pris propétrolier », le gouvernement de Justin Trudeau « semble plus aligné sur Donald Trump que sur le Parti démocrate sur le sujet des oléoducs. »
Réélu lors des élections du 20 septembre 2021, il est assigné de nouvelles responsabilités dans le gouvernement de Justin Trudeau en passant le 26 octobre 2021, au poste de ministre du Travail auquel lui est ajouté celui de ministre des Ainés en juillet 2023. Le 18 juillet 2024, il quitte son poste ministériel et annonce son départ de la vie politique à la fin de son mandat, pour passer plus de temps avec sa famille.

### Résultats électoraux
|       | Candidat        | Parti        | # de voix | % des voix |
|       | Marek Krol      | Conservateur | +02 029,  | 4,53 %     |
|       | Seamus O'Regan  | Libéral      | +25 922,  | 57,89 %    |
|       | (X) Ryan Cleary | NPD          | +16 465,  | 36,77 %    |
|       | Jackson McLean  | Vert         | +00365,   | 0,82 %     |
| Total | Total           | Total        | 44 781    | 100 %      |